# Brigadeführer

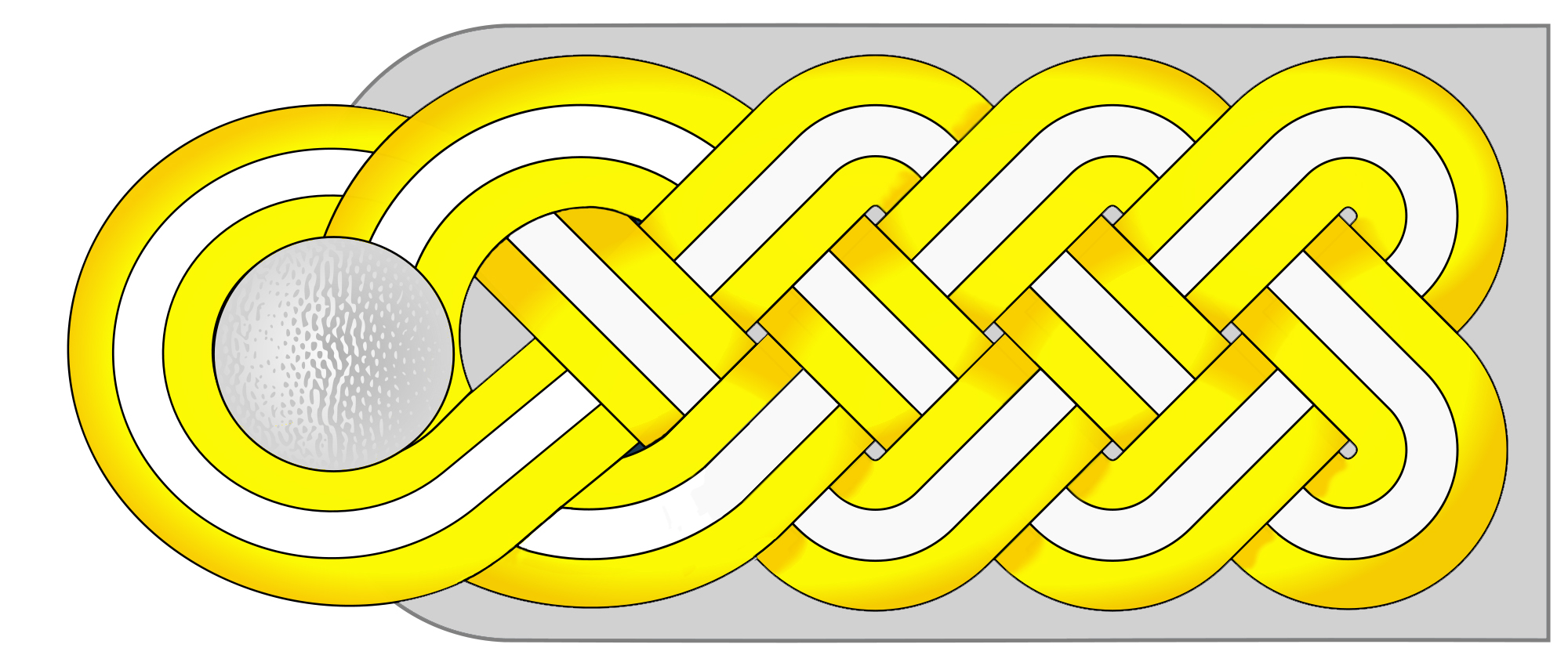
Spalline

insignie sul colletto

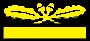
distintivo da mimetica

Brigadeführer è un grado delle SS che fu usato nella Germania nazista tra gli anni 1932 e 1945. Brigadeführer era anche un grado delle SA.

## Storia
Fu il primo grado creato, dovuto all'espansione delle SS ed assegnato come ufficiale in comando della SS-Brigaden. Nel 1933, la SS-Brigaden cambiò nome in SS-Abschnitte; comunque, il grado rimase lo stesso.

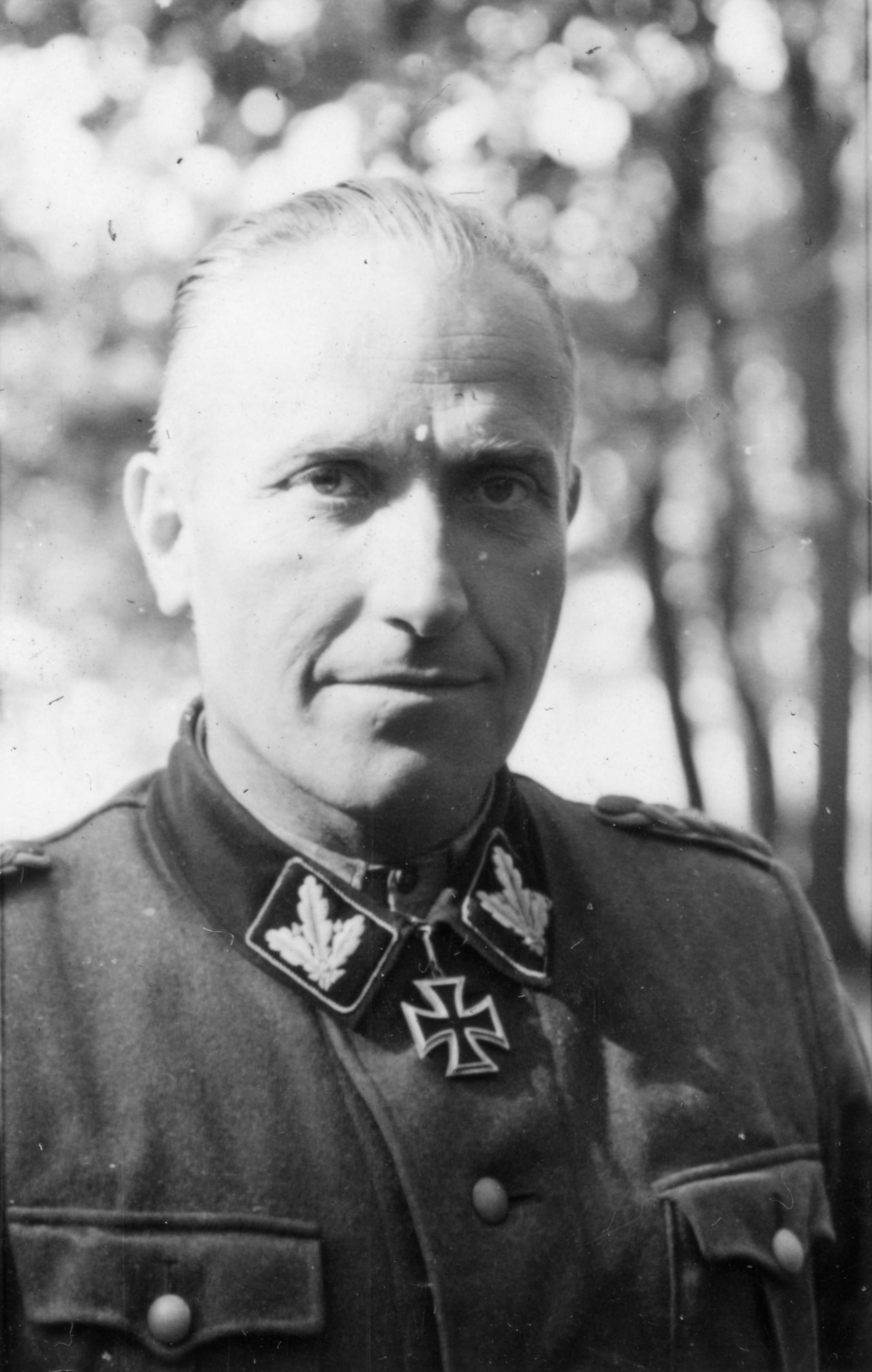
Hermann Prieß con indosso le mostrine da SS-Brigadeführer e Generalmajor delle Waffen-SS.

In origine, brigadeführer era considerato il secondo grado tra gli ufficiali generali delle SS situato tra il grado oberführer e gruppenführer. Cambiò, comunque, con l'ascesa delle Waffen-SS e dell'Ordnungspolizei. In entrambe le organizzazioni, brigadeführer fu considerato l'equivalente di maggiore generale e posto al di sopra dell'oberst della Wehrmacht.

## Le insegne
Le mostrine del Brigadeführer furono in origine due foglie di quercia e un seme d'argento, ma furono cambiate nel 1942 in una mostrina raffigurante tre foglie di quercia, disegnate dopo la creazione del grado SS-Oberst-Gruppenführer. 
A seguito di ciò, dall'aprile 1942 i detentori del grado SS-Brigadefuhrer cominciarono a portare anche le spalline da maggiore generale identiche a quelle indossate dai Generalmajors della Wehrmacht, e vennero riferiti con tale titolo in riferimento alla loro commissione presso le Waffen-SS (ovvero SS-Brigadeführer und Generalmajor der Waffen-SS und Polizei).